# Porte du Sasbrug
La porte du Sasbrug (en néerlandais Poortgebouw aan Sasbrug) est une porte de ville classée à Bruges en Belgique.

## Description
La porte se trouve du côté est du béguinage de Bruges et enjambe l'entrée de la rue Sashuisbrug à la rue Begijnhof. Immédiatement au nord de la porte passe le canal Bakkersrei, au sud le mur, également classé.
La porte voûtée en briques a été construite dans le dernier quart du XIXe siècle. Elle est crénelée et conçu dans le style Tudor. Au milieu, au-dessus de l'arc, il y a une pierre de pignon avec une inscription en néerlandais à l'extérieur.

L'inscription dit :
Prinselijk Begijnhof ten Wijngaarde gesticht ten jare MCCXXXXXV
(en allemand l'inscription signifie : Béguinage princier zum Weinberg fondé en 1745 )
La porte appartient à la zone des monuments du béguinage et est également utilisée depuis le XIVe siècle. Elle est classée au patrimoine architectural en septembre 2009.

## Liens web
- Poortgebouw aan Sasbrug (néerlandais) sur Onroerend Ervgoed